# Вулиця Підгірна (Черкаси)
Вулиця Підгі́рна — одна з вулиць у місті Черкаси. Знаходиться у мікрорайоні Дахнівка.

## Розташування
Вулиця починається від вулиці Сержанта Волкова, простягається на південний схід і впирається у човнову станцію № 1. З нею перетинається вулиця Праслов'янська.

## Опис
Вулиця неширока та неасфальтована, забудована приватними будинками, у другій половині по правому боці зростає сосновий ліс.

## Історія
Вулиця має назву, пов'язану з її розташування у підніжжі пагорба.